# Bahnstrecke Neustadt (Aisch)–Bad Windsheim
| Streckennummer: | 5914                 |                                         |                                         |
| Kursbuchstrecke (DB): | 806                  |                                         |                                         |
| Kursbuchstrecke: | 415f (1946)          |                                         |                                         |
| Streckenlänge: | 15,322 km            |                                         |                                         |
| Spurweite: | 1435 mm (Normalspur) |                                         |                                         |
| Streckenklasse: | C4                   |                                         |                                         |
| Minimaler Radius: | 318 m                |                                         |                                         |
| |                      |                                         |                                         |
| \| \| \| von Fürth \| \| \| \| \| von Demantsfürth-Uehlfeld \| \| \| \| 0,000 \| Neustadt (Aisch) Bahnhof \| 304 m \| \| \| \| nach Würzburg \| \| \| \| 4,059 \| Dietersheim \| Dietersheim \| \| \| 5,847 \| Dottenheim (ehem. Bf) \| Dottenheim (ehem. Bf) \| \| \| 9,545 \| Ipsheim \| Ipsheim \| \| \| 10,800 \| Oberndorf (b Ipsheim) \| Oberndorf (b Ipsheim) \| \| \| 15,322 \| Bad Windsheim \| 314 m \| \| \| \| nach Steinach (b Rothenburg o d Tauber) \| \| \| \| \| \| \| \| Quellen: [1][2] \| \| \| \| |                      |                                         |                                         |
| Strecke |                      | von Fürth                               | von Fürth                               |
| Abzweig geradeaus und ehemals von rechts |                      | von Demantsfürth-Uehlfeld               | von Demantsfürth-Uehlfeld               |
| Bahnhof | 0,000                | Neustadt (Aisch) Bahnhof                | 304 m                                   |
| Abzweig geradeaus und nach rechts |                      | nach Würzburg                           | nach Würzburg                           |
| Haltepunkt / Haltestelle | 4,059                | Dietersheim                             | Dietersheim                             |
| Haltepunkt / Haltestelle | 5,847                | Dottenheim (ehem. Bf)                   | Dottenheim (ehem. Bf)                   |
| Haltepunkt / Haltestelle | 9,545                | Ipsheim                                 | Ipsheim                                 |
| ehemaliger Haltepunkt / Haltestelle | 10,800               | Oberndorf (b Ipsheim)                   | Oberndorf (b Ipsheim)                   |
| Bahnhof | 15,322               | Bad Windsheim                           | 314 m                                   |
| Strecke |                      | nach Steinach (b Rothenburg o d Tauber) | nach Steinach (b Rothenburg o d Tauber) |
| |                      |                                         |                                         |
| Quellen: |                      |                                         |                                         |

Die Bahnstrecke Neustadt (Aisch)–Bad Windsheim ist eine eingleisige, nicht elektrifizierte Nebenbahn in Bayern. Sie zweigt in Neustadt (Aisch) Bahnhof aus der Bahnstrecke Fürth–Würzburg ab und führt in westlicher Richtung durch den oberen Aischgrund nach Bad Windsheim, wo sich die Bahnstrecke Steinach (b Rothenburg o d Tauber)–Bad Windsheim anschließt.
Der Personenverkehr wird von DB Regio Franken durchgeführt. Die Strecke wird im Zugleitbetrieb betrieben, der zuständige Zugleiter dafür sitzt in Gräfendorf. Zugkreuzungen finden im Bahnhof Bad Windsheim statt, der mit Rückfallweichen ausgerüstet ist.

## Geschichte
Die Bayerische Staatsbahn eröffnete den Betrieb am 6. August 1876 bis zur ehemaligen Reichsstadt Windsheim. Die Erweiterung bis Steinach folgte – über zwei Jahrzehnte später – am 1. August 1898. 

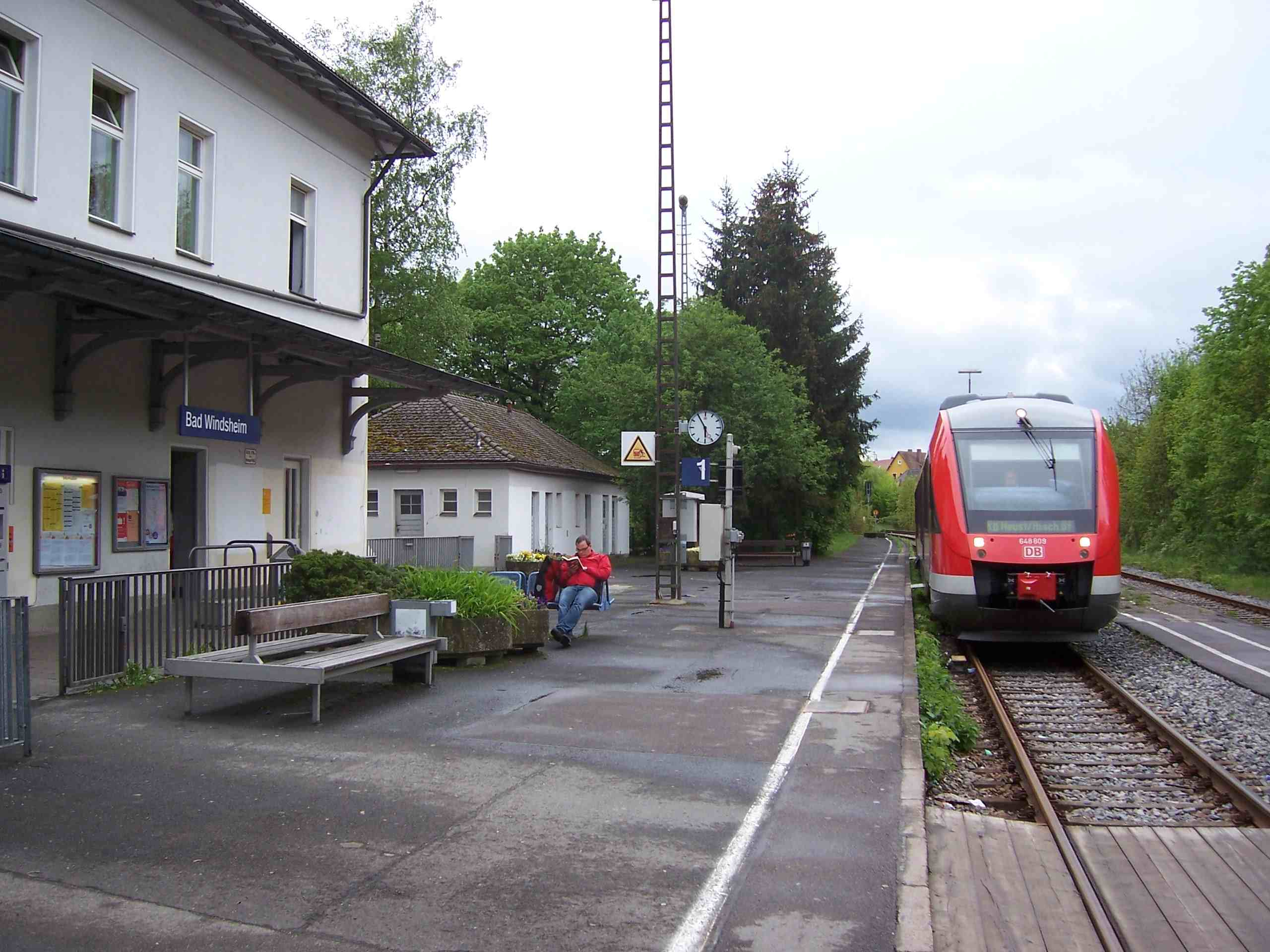
Bahnhof Bad Windsheim

Die SPNV-Leistungen auf der Strecke wurden 2005 von der Bayerischen Eisenbahngesellschaft als Teil des „Dieselnetzes Nürnberg“ für 10 Jahre ausgeschrieben. Seit dem 14. Dezember 2008 wird unter anderem diese Strecke unter dem Namen „Mittelfrankenbahn“ mit neuen Triebzügen der Baureihe 648 täglich im Stundentakt bedient, Ende 2018 wurde jedoch wieder auf die bereits zuvor verwendete Baureihe 642 umgestellt. Die Linie wird als RB81 (bis 2020 R81) bezeichnet und ist in den Verkehrsverbund Großraum Nürnberg integriert.

## Ausblick
Die Strecke zählt zu den bayerischen Strecken, für die bis 2029 im Rahmen der Leistungs- und Finanzierungsvereinbarung III nicht näher genannte „Streckenertüchtigungen und -beschleunigungen“ vorgesehen sind.